# Рашко Блъсков
Рашко (Райко) Илиев Блъсков е български възрожденски писател.

## Биография
Роден в Клисура, учи в метоха на родното си село. През 1836 г. тръгва със синайски таксидиот да събира помощи. Учител и църковен деец в Дълбоки, Старозагорско (1837) и в Черковна, където основава първото българско училище в Провадийско (1841 – 1848). Отваря училище в Провадия (1848). Учител в Калипетрово (1850), по-късно основава там класно училище (1857), Русе (1857), Дивдядово (1860 – 1962). Установява се в Болград и Плоещ, Румъния. Основава списание „Духовни книжици за поучение на всяк християнин“ (1864). Настоятел на вестник „Знание“ в Русе. Започва издаването на списание „Училище“ (1870).
През 1876 г. се премества в Гюргево. Издател на вестника на Христо Ботев „Нова България“, редактор на списание „Славянско братство“ и на „Наставник за учители и родители“ (1880 – 1881). Сътрудничи с дописки и статии на „Цариградски вестник“, „България“, „Българска пчела“, „Дунавска зора“, „Отечество“, на списание „Училище“ и др.
Съставя учебници, превежда различни книги, пише автобиография, публикувана посмъртно от сина му Илия Блъсков. Повестта „Изгубена Станка“ (1865) излиза от негово име, но се смята за творба на сина му Илия.
Баща е на книжовниците Илия, Димитър и Георги Блъскови, печатаря и опълченец Стефан Блъсков (от първата му съпруга Руска), на Владимир Блъсков, и на генерал Андрей Блъсков (от втората му съпруга Гина).

## Произведения
- Нов българский буквар: В полза на първоначялните ученици и за всяк що желае да ся научи да срича, да прочита и да записва лесно / Събран и нареден според най-новий способ на учението, от взаимноучителя каменопетренскаго Райка И. Блъскова. Букурещ: В печатницата И. Романов и съдружеско, 1856.
- Три повести за децата: Християнски, нравствени и поучителни / Побългарени от Р. И. Блъскова. Цариград-Галата: В печатницата на Д. Цанкова, 1860.
- Пълний календар: С предвещания на знаменитий астроном Казамия, за година 1863 и с други любопитни забавления и нещо от дяволския Казамия / Наредил Р. И. Блъсков. Букурещ: В народната книгопечатница в улица Германска на Стефана Расидескув, [1863].
- Въведение във всеобща история, с кратко прибавление от старобългарската история / Наредил Р. Ил. Блъсков, по Шлецера. Болград: В училищната книгопечатница, 1864.
- Жития на святиите / Преведени от Р. И. Блъскова. Браила: В книгопечатницата на Хр. Д. Ваклидова, 1864.
- Календар с предвещанията на знаменития астролог Казамия за година 1867 / Побългарил Р. И. Блъсков. Болград: В Училищната книгопечятница, 1867.
- Жития святих за месяц януария: Кн. 1 / [От] Димитрий Ростовски; Преведени и натъкмени от Р. И. Блъскова; А напечятани задружно съ[с] Стефана Богданова – Бойдаш, болградскаго колониста. Букурещ: У Народната книгопечатница К. Н. Радулеску, 1867.
- Малко календарче за година 1868 / От Р. И. Блъскова. Болград: В Училищната книгопечатница, [1868].
- Буквар за първоначалните ученици / Нареден от Р. И. Блъсков. Букурещ, 1870.
- Буквар по най-нов и лесен способ. Русе, 1872.
- Календарче за 1873 г.
- Буквар за първоначалните ученици по най-нов и по най-лесен способ, който се нарича звучна метода / Наредил Р. И. Блъсков. Гюргево [т.е. Букурещ]: В печатницата на „Училище“, 1874.
- Календарче Хитър Петър за 1881 г.: Год. 1. Варна: Изд. и печ. Р. И. Блъсков, [1881].
- Календарче Хитър Петър за 1882 г.: Год. 2. Варна, 1882.
- Селото Черковна (Провадийска околия): Как и с какви трудове и усилености е било съзидено и отворено за пръв път у-ще в с. Черковна преди 50 г. (т.е. през 1845): Из животописанието на даскал Рашка, покойния Райко Илиев Блъсков. Шумен: Илия Р. Блъсков, 1895 (Шумен: Вл. Р. Блъсков, 1896).
- Иванов, Ат., Р. Ил. Блъсков, Ю. Ненов. Автобиографии. Съст. Н. Жечев. Изд. на ОФ, София, 1979.